# Jorge Curbelo
Jorge Curbelo (Montevideo, 21 december 1981) is een voormalig Uruguayaans voetballer. Curbelo was een verdediger.

## Carrière
Curbelo begon z'n carrière bij Danubio FC. Die club leende hem uit aan Standard Luik en Real Valladolid, alvorens hem in 2006 te verkopen aan CA River Plate. Een jaar later verhuisde hij naar het Argentijnse Godoy Cruz. Een jaar later keerde hij weer terug naar z'n moederland, om voor Defensor Sporting te gaan spelen. Sindsdien kwam Curbelo enkel nog voor Uruguayaanse en Argentijnse clubs uit.
Curbelo maakte in het verleden ook deel uit van de nationale ploeg.

## Familie
Ook zijn broer Juan Ramón Curbelo en zijn halfbroer Daniel Fonseca waren voetballer. Jorge en Juan Ramón speelden tussen 2004 en 2005 samen bij Standard Luik.